# فرندل
الفَرَنْدَل أو لتوم هو جنس من 38 نوعًا من النباتات المزهرة الواطنة في العالم المعتدل. أنواعه عديدة. سوقها ليفية أو مخشوشبة. أوراقها ليست قياسية الارتكاز منها المتعاقبة والمتقابلة والضمية وأزهارها ليست نظامية التجميع.

## الأنواع
من أنواعها:
- فرندل مبذول
- فرندل مستدق
- فرندل مجنح